# Joaquim Marques Ferreira
Joaquim Marques Ferreira (Batalha, 18 de Abril de 1954 - 28 de Outubro de 2019) foi um empresário e economista português, que teve um papel destacado na política ambiental do país, tendo liderado o Instituto da Conservação da Natureza durante uma fase de grande importância daquela organização, e depois estado à frente de várias instituições ligadas à gestão da água, durante as quais esteve envolvido em grandes obras públicas, como a Barragem do Alqueva.

## Biografia
Nasceu em 18 de Abril de 1954, no concelho da Batalha. Frequentou o Instituto Superior de Economia e Gestão da Universidade Técnica de Lisboa, onde concluiu uma licenciatura em economia.
Iniciou a sua carreira profissional em 1972, como técnico na Câmara Municipal de Lisboa. Posteriormente, também teve esta função na Secretaria de Estado do Orçamento e na Secretaria de Estado do Ambiente. Entre 1993 e 12 de Março de 1995 presidiu ao Serviço Nacional de Parques, Reservas e Conservação da Natureza, antecessor do Instituto da Conservação da Natureza e das Florestas. O seu mandato deu-se durante um período crítico daquele organismo, correspondente à sua evolução para o Instituto de Conservação da Natureza em 1993, tendo sido igualmente o principal responsável pela demarcação de um grande número de áreas naturais protegidas, incluindo os Parques naturais do Alvão, da Serra de São Mamede, do Vale do Guadiana, a Área de Paisagem Protegida do Litoral Norte e a Reserva Natural do Paul de Arzila, e as reclassificações dos Parques naturais de Sintra-Cascais e da Ria Formosa. Também foi presidente da Comissão Nacional da Reserva Ecológica Nacional entre 1992 e 1995. Foi igualmente durante o seu mandato que foi organizado o primeiro Congresso Nacional de Áreas Protegidas, e foram aplicadas as primeiras políticas internacionais em território nacional na área da conservação da natureza, não só de âmbito europeu, como a Directiva Habitats, mas também a nível mundial, como a Convenção sobre a Diversidade Biológica.
Ocupou os postos de administrador, entre 1996 e 1998, e presidente do conselho de administração da EDIA - Empresa de Desenvolvimento e Infra-estruturas do Alqueva entre 2002 e 2005. Entre 1999 e 2001 foi responsável pela coordenação dos Planos de Bacias Hidrográficas, tendo sido igualmente um dos coordenadores do Plano Nacional da Água. Em 2001 tornou-se membro do Conselho Nacional da Água, e entre 2002 e 2004 coordenou o grupo de trabalho relativo ao Projecto da Lei-Quadro da Água. Entre 2005 e 2015 esteve integrado na empresa Águas de Portugal como gestor da Unidade de Águas - Produção e Depuração, tendo estado à frente das divisões do Algarve, do Norte Alentejano e do Centro Alentejo, além da SIMARSUL - Saneamento da Península de Setúbal. Aquando da sua morte, era presidente do conselho de administração das empresas Águas Públicas do Alentejo e Águas de Santo André. Foi desta forma um dos principais responsáveis pela execução de grandes programas de obras relacionados com os recursos aquáticos, que tiveram um impacto significativo em todo o país, e na região do Alentejo em particular, destacando-se o grande empreendimento da Barragem do Alqueva.
Faleceu em 28 de Outubro de 2019, aos 65 anos de idade, tendo o funeral sido em Oeiras. Aquando da sua morte, o Instituto da Conservação da Natureza e das Florestas emitiu uma nota de pesar, onde realçou o seu papel como presidente daquele organismo, principalmente por ter criado diversas áreas protegidas, e por ter sido responsável pela «construção e consolidação da política de conservação da natureza em Portugal e da atuação da Administração no território». A empresa Águas de Portugal também lamentou a sua morte, tendo destacado a forma como Joaquim Marques Ferreira «deu ao país um grande contributo no setor do ambiente, conservação da natureza e gestão dos recursos hídricos».